# Powerlight
Albums de Earth, Wind & Fire
Raise!
(1981) Electric Universe
(1983)
Singles
1. Fall in Love with Me
Sortie : novembre 1982
2. Side by Side
Sortie : avril 1983
3. Spread Your Love
Sortie : juin 1983

Powerlight est le douzième album studio du groupe américain Earth, Wind and Fire, sorti le 3 février 1983 chez Columbia Records.
L'album s'est notamment classé à la 12e place du classement Billboard 200 et à la 4e place du Billboard Top Black Albums. Il est également certifié disque d'or aux États-Unis par la Recording Industry Association of America (RIAA).

## Enregistrement et contenu
Powerlight est enregistré entre juillet et novembre 1982 aux studios The Complex à Los Angeles et Ocean Way à Hollywood,. Il est produit par Maurice White. Selon White, le titre de l'album est lié aux « chakras, les centres du corps qui nous relient au pouvoir cosmique ». Des artistes tels que Robert Greenidge (en), Maxayn Lewis (en) et Zakir Hussain ont également participé à l'album.
La conception de l'album est réalisée par Roger Carpenter. La pochette de l'album est dessinée par l'illustrateur japonais Shusei Nagaoka,.

## Liste des titres
| 1. | Fall in Love with Me    | - Maurice White - Wayne Vaughn - Wanda Vaughn                              | 5:54 |
| 2. | Spread Your Love        | - M. White - Beloyd Taylor - Azar Lawrence                                 | 3:51 |
| 3. | Side by Side            | - M. White - Wayne Vaughn - Wanda Vaughn                                   | 5:57 |
| 4. | Straight from the Heart | - Philip Bailey - Eduardo del Barrio - Roxanne Seeman - Freddie Washington | 4:42 |

| 5. | The Speed of Love | - M. White - Wayne Vaughn - Wanda Vaughn - Tony Haynes | 3:36 |
| 6. | Freedom of Choice | - M. White - Taylor - Lawrence                         | 4:10 |
| 7. | Something Special | - M. White - Wayne Vaughn - Wanda Vaughn               | 4:23 |
| 8. | Hearts to Heart   | - M. White - Taylor - Lawrence                         | 3:45 |
| 9. | Miracles          | - M. White - Del Barrio - Jon Lind - Mary D'Astgues    | 4:58 |

## Classements et certifications
| Classement (1983)                    | Meilleure position |
| ------------------------------------ | ------------------ |
| Allemagne de l'Ouest (Media Control) | 13                 |
| Canada (RPM 100 Albums)              | 24                 |
| États-Unis (Billboard 200)           | 12                 |
| États-Unis (Top Black Albums)        | 4                  |
| Japon (Oricon)                       | 6                  |
| Norvège (VG-lista)                   | 7                  |
| Pays-Bas (Mega Album Top 100)        | 6                  |
| Royaume-Uni (UK Albums Chart)        | 22                 |
| Suède (Sverigetopplistan)            | 2                  |

| Classement (1983)             | Position |
| ----------------------------- | -------- |
| États-Unis (Top Black Albums) | 37       |
| Pays-Bas (Album Top 100)      | 81       |

### Certifications
| Région                                | Certification | Ventes/Streams |
| ------------------------------------- | ------------- | -------------- |
| États-Unis (RIAA)                     | Or            | 500 000^       |
| ^Mise en rayon selon la certification |               |                |